# Quercus vulcanica
Quercus vulcanica, és una espècie de roure, natiu i endèmic de l'Anatòlia, entre Síria i Turquia, i està classificada en la secció Quercus Mesobalanus.
És un gran roure caducifoli que assoleix fins als 25 metres o més d'alçada. Les fulles en una tija de 3,5 cm de llarg, obovades a 17 cm de llarg i 10 cm d'ample. Les fulles tenen uns talls profunds, de vegades gairebé fins al nervi mitjà en un màxim de set lòbuls a cada costat, cada un d'ells sovint amb lòbuls secundaris més petits. Són de color verd fosc per sobre, més pàl·lides i finament peludes per sota i es tornen grogues quan arriba la tardor. Les glans són cilíndriques a ovoides, de 3,5 cm de llarg i maduren en el primer any i sèssils o en una tija curt.
La seva àrea de distribució natural és en els boscos de muntanya a uns 1.500 metres i superiors, on creix junt amb el Cedrus libani.